# جون مردوخ
جون مردوخ (بالإنجليزية: John Murdoch)‏ هو رسام أمريكي، ولد في 1971 في أوك لاون في الولايات المتحدة.

## معرض صور

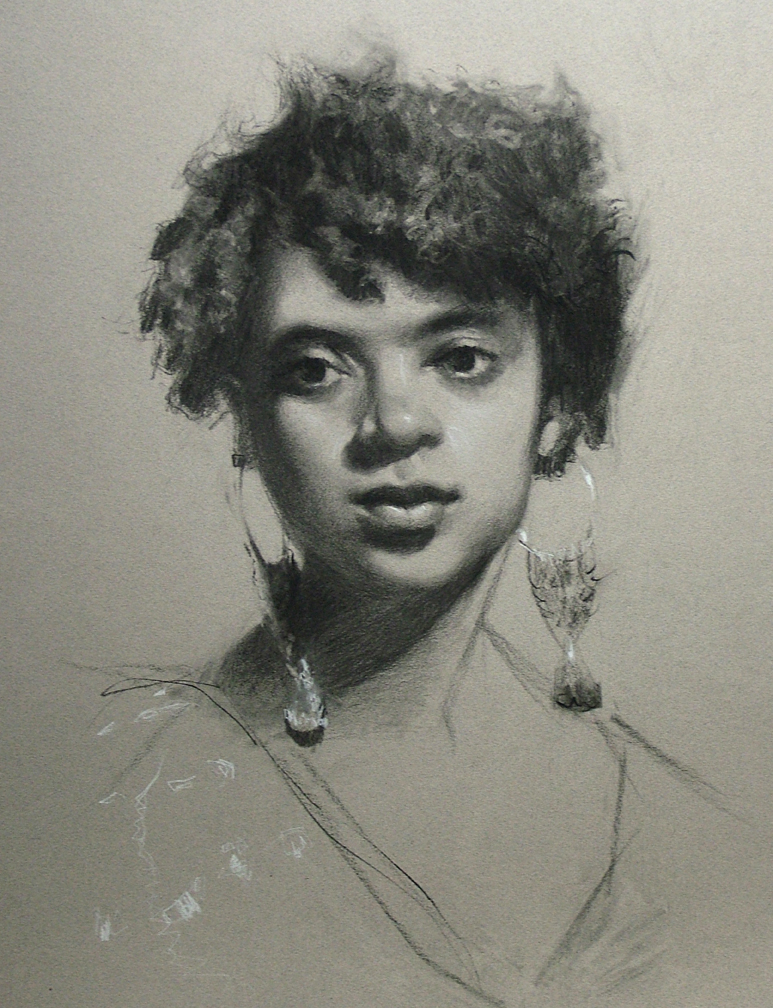
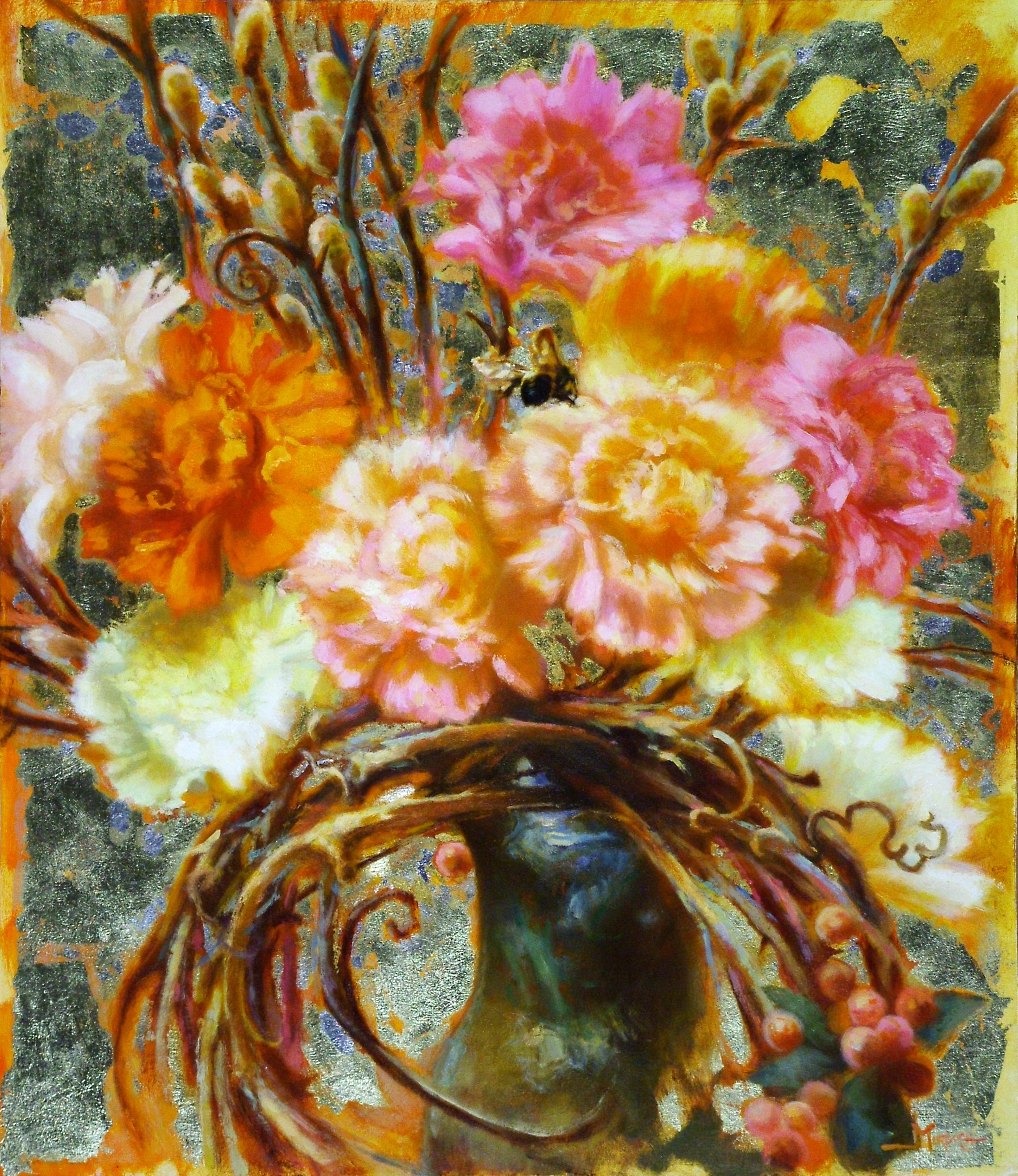
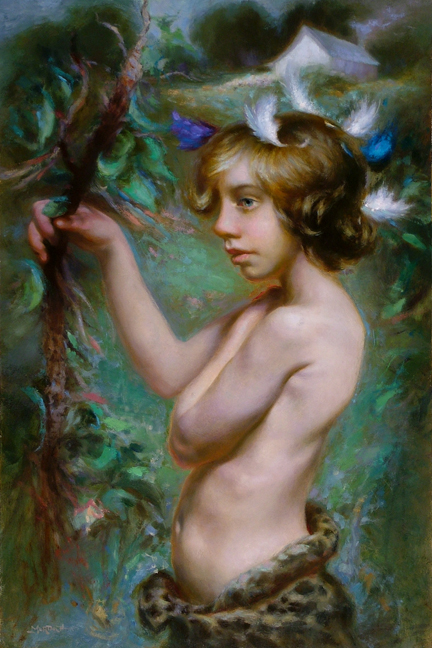